# ارتش اول ترکیه
ارتش اول ترکیه (انگلیسی: First Army) یکی از چهار ارتش میدانی نیروی زمینی ترکیه است، که ستاد مرکزی آن در پادگان سلیمیه در استانبول واقع شده است. این ارتش از مرزهای حساس ترکیه با یونان و بلغارستان، از جمله تنگه‌های بسفر و داردانل، محافظت می‌کند. ارتش اول در تراکیه شرقی مستقر است.
ارتش اول در سال ۱۹۲۱ در زمان امپراتوری عثمانی تأسیس شد و نخستین فرمانده آن علی احسان سابیس بود. ارتش اول به نیروهای زمینی ترکیه وابسته است. این ارتش مسئول منطقه تراکیه، تنگه‌ها و امنیت استانبول است. فرماندهی این ارتش بر عهده یک ژنرال ۴ ستاره (ارتشبد) است. از سال ۱۹۸۳ تا به امروز، تمامی روسای ستاد کل نیروهای مسلح ترکیه، پیش از انتصاب، دوره‌ای در ارتش اول خدمت کرده‌اند.